# درازدامن کاکلی
درازدامن کاکلی (نام علمی: Pharomachrus antisianus) نام یک گونه از سرده درازدامن‌ها است.